# Marek Płachta
Marek Płachta (ur. 25 lutego 1958 w Łodzi) – polski piłkarz występujący na pozycji napastnika, wychowanek Łódzkiego Klubu Sportowego.